# Guilfrey
Guilfrey (llamada oficialmente Santa Eulalia de Guilfrei) es una parroquia y una aldea española del municipio de Becerreá, en la provincia de Lugo, Galicia.

## Organización territorial
La parroquia está formada por cinco entidades de población, constando dos de ellas en el nomenclátor del Instituto Nacional de Estadística español:
- A Penela
- Barrio de Abaixo
- Guilfrey (Guilfrei)[5]
- Narón
- O Campelo

## Demografía

### Parroquia
| Gráfica de evolución demográfica de Guilfrey (parroquia) entre 2000 y 2019 |
|                                                                            |
| Datos según el nomenclátor publicado por el INE.                           |

### Aldea
| Gráfica de evolución demográfica de Guilfrei (aldea) entre 2000 y 2019 |
|                                                                        |
| Datos según el nomenclátor publicado por el INE.                       |